# Vasudeva I.

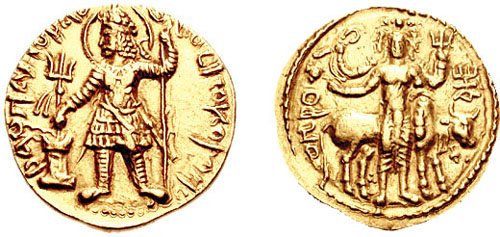
Münze von Vasudeva I.

Vasudeva I. (Bazodeo auf Münzen) (regierte etwa 191 bis 220 n. Chr.) war der letzte der sogenannten großen Kuschan-Herrscher. Er ist von verschiedenen Inschriften bekannt, die in die Jahre 64 bis 98 der Kanischka-Ära datieren. Sie fanden sich alle in der Mathura-Region. Die nördlichen Provinzen des Reiches scheinen unter seiner Herrschaft verlorengegangen zu sein.
Vasudeva I. ist der letzte Kuschan-Herrscher, der in chinesischen Quellen genannt wird (in den Chroniken der Drei Reiche, unter Kaiser Cao Rui) und Tribut an die Chinesen gesandt haben soll.
Es gibt zwei Typen von Goldmünzen von Vasudeva I. Sie zeigen Shiva und einen Bullen auf der einen, den Herrscher auf der anderen Seite. Die anderen zeigen Verethragna und wurden oft von späteren Herrschern kopiert. Seine Kupfermünzen zeigen eine große Vielfalt an Motiven. Der Sanskrit-Name Vasudeva ist der Name des Vaters von Krishna.